# 郭春震
郭春震（1503年—？），字以亨，號漸斋、又号菊壇，江西吉安府萬安縣人，民籍，明朝政治人物。

## 生平
嘉靖七年（1528年）戊子科江西鄉試第三十九名舉人。嘉靖八年（1529年）中式己丑科會試第二百九十八名，登第二甲第六十六名進士。授主事，歷升员外郎、郎中，出为山西按察司佥事、分守冀宁道，因得罪武定侯郭勋谪官。累升潮州府知府、雲南副使。三十一年十二月考察闲住。曾编修《嘉靖潮州府志》八卷。

## 家族
曾祖郭公榮；祖父郭仁傑，曾任訓導；父郭廷瓚，母謝氏；繼母張氏。